# U.S. National Championships 1929
Gli U.S. National Championships 1929 (conosciuti oggi come US Open) sono stati la 49ª edizione degli U.S. National Championships e quarta prova stagionale dello Slam per il 1929. Tutti i tornei si sono disputati al West Side Tennis Club nel quartiere di Forest Hills di New York, tranne quello di doppio maschile, disputato al Longwood Cricket Club di Chestnut Hill, negli Stati Uniti.
Il singolare maschile è stato vinto dallo statunitense Bill Tilden, che si è imposto sul connazionale Francis Hunter in cinque set col punteggio di 3–6, 6–3, 4–6, 6–2, 6–4. Il singolare femminile è stato vinto dalla statunitense Helen Wills Moody, che ha battuto in finale la britannica Phoebe Holcroft Watson. Nel doppio maschile si sono imposti George Lott e John Doeg. Nel doppio femminile hanno trionfato Phoebe Holcroft Watson e Peggy Mitchell. Nel doppio misto la vittoria è andata a Betty Nuthall, in coppia con George Lott.

## Seniors

### Singolare maschile
Bill Tilden ha battuto in finale  Francis Hunter con il punteggio di 3–6, 6–3, 4–6, 6–2, 6–4.

### Singolare femminile
Helen Wills Moody ha battuto in finale  Phoebe Holcroft Watson con il punteggio di 6–4, 6–2.

### Doppio maschile
George Lott /  John Doeg hanno battuto in finale   Berkeley Bell /  Lewis White con il punteggio di 10–8, 16–14, 6–1.

### Doppio femminile
Phoebe Holcroft Watson /  Peggy Mitchell hanno battuto in finale  Phyllis Covell /  Dorothy Shepherd Barron con il punteggio di 2–6, 6–3, 6–4.

### Doppio misto
Betty Nuthall /  George Lott hanno battuto in finale  Phyllis Covell /  Bunny Austin con il punteggio di 6–3, 6–3.